# طوفان (نمایشنامه)

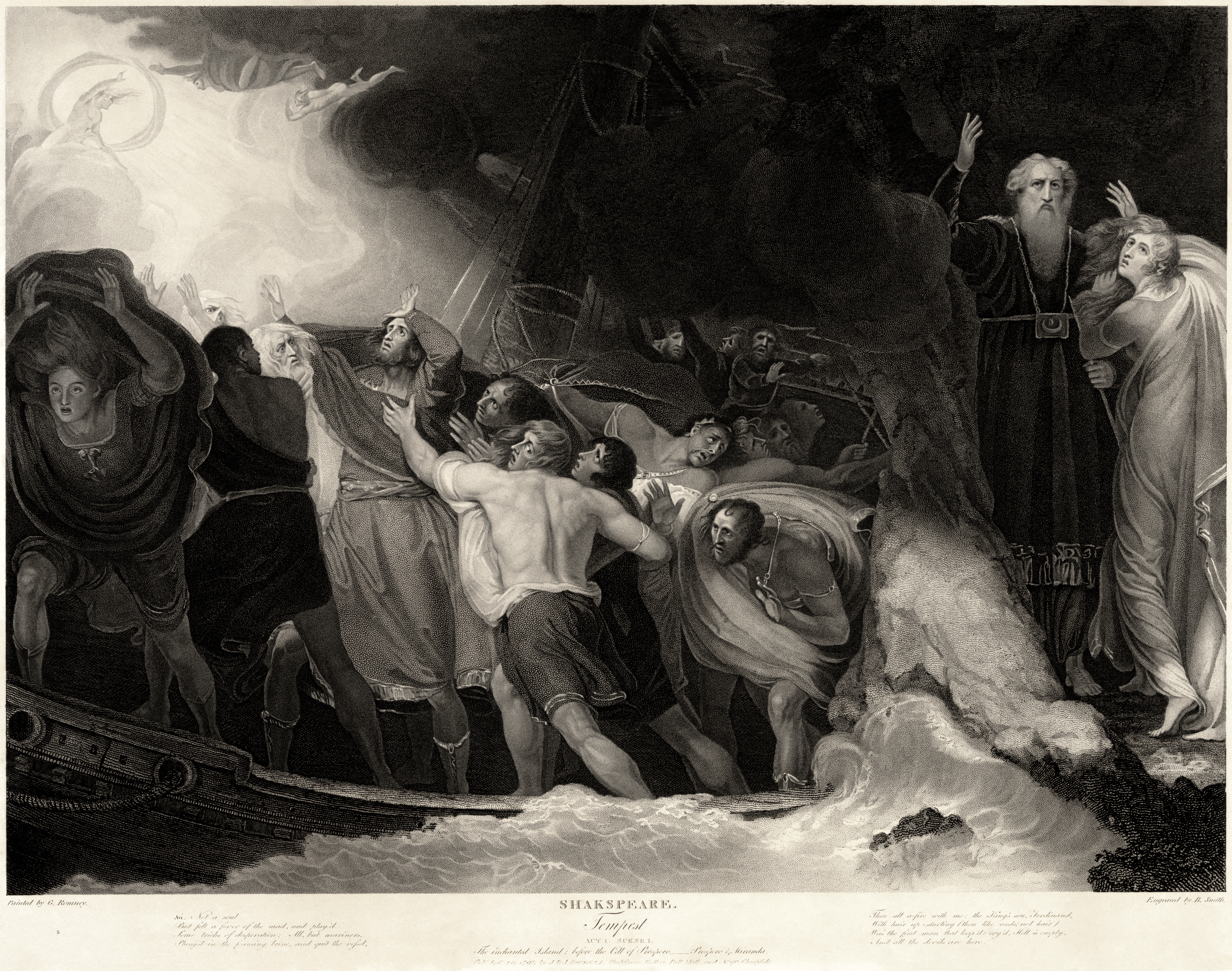
صحنهٔ شکسته شدن کشتی بر اثر جادوی پروسپرو، حکاکی بر روی تابلویی از جورج رامنی (۱۷۹۷)

طوفان (به انگلیسی: The Tempest) نمایش‌نامه‌ای کمدی اثر ویلیام شکسپیر است که در حدود سال‌های ۱۶۱۱–۱۶۱۲ نوشته شده‌است.

## مآخذ نمایشنامه
مآخذ ادبی کاملاً متقاعدکننده‌ای برای این اثر شناخته نشده‌است، اما شخصیت اصلی داستان و شخصیت‌های مشابهش به ویژه در ادبیات ایتالیایی فراوان‌اند. حکایات مسافران و جزوه‌های ژورنالیستی عصر شکسپیر، به ویژه دو جزوه که شرح درهم شکستن کشتی‌ای است که حامل مهاجران اروپایی به جزایر برمودا (در ۱۶۰۹) بوده، ممکن است در آفرینش داستان و برخی جزئیات آن سهمی داشته باشند.

## شخصیت‌های نمایش
این نمایشنامه در پنج پرده تدوین شده و دارای شانزده شخصیت و تعدادی سیاهی لشکر است. شخصیت‌های اصلی نمایش عبارت اند از:
- پروسپرو: دوک میلان مردی دانشور، خردمند، آشنا به نجوم و فلسفه، پرهیزگار و بعدها جادوگری بس نیرومند.
- میراندا: دختر دوک که عاشق شاهزادهٔ ناپل می‌شود.
- فردیناند: پسر پادشاه ناپل، میراندا بجز برای او برای مرد دیگری شوق و آرزو نداشت.
- آریل: روحی در فرمان پروسپه رو، حیله‌گر، نشانه‌ای از تردستی و قدرت پروسپرو در سحر و جادو برای تسلط بر عناصر فرادست زمین همچون باد و تندر و آتش.
- کالیبان: برده و آلت دست پروسپرو، تخم ریز شیطان و جادوگری در زمین، نقطه مقابل آریل، نشان قدرت پروسپرو در سحر و جادو برای تسلط بر عناصر فرودست زمین همچون خاک و آب.
- آلونسو: پادشاه ناپل، حاکمی ضعیف‌النفس و بی‌اراده.
- سباستین: برادر خائن پادشاه ناپل.
- آنتونیو
- گونزالو
- ترینکولا
- ستفانو
- آدریان
- فرانسیسکو
- آیرس
- سیریس
- ژونو
- ناخدای کشتی، حوریان، پاروزنان و ملوانان.

## محل وقوع حوادث نمایشنامه
یک کشتی در دریا و یک جزیره دلربا و افسونگر.

## خلاصه‌ای از نمایشنامه
در جزیره‌ای زیبا و افسونگر در دریاهای مناطق گرمسیری، پروسپرو و دخترش میراندا زندگی می‌کنند. دوازده سال پیش پروسپرو حاکم دوک نشین میلان بود. وی در آن سال‌ها شب و روز سرگرم و مجذوب مطالعات پیشگویی و احضار مردگان بود، و تمام امور دولتی در دست برادرش آنتونیو بود. آنتونیوی پلید با زدوبند و کمک آلونسو، پادشاه ناپل، رفته رفته دولت و اموال پروسپرو را غصب کرده و سرانجام نیز او و دختر خردسالش را در قایقی بی بادبان در دریا رها ساخته بود. آنچه جان این دو را نجات داده بود، کمک پنهانی گونزالو، دوست خوب و از مشاوران دیرین پروسپرو بود. گونزالو چون از نقشه خبر داشت، شب پیش از تبعید بی رحمانه دوک، دست به کار کمک شده و افزون بر مهیا کردن وسایل لازم برای قایق و آب و خوراک، جبه ساعات تفکر، عصای سحرآمیز و بسیاری از کتب خود دربارهٔ سحر و جادو را نیز برای دوک تبعید شده گذاشته بود. دوک و فرزندش پس از سرگردانی بسیار درمیان امواج، عاقبت در جزیره‌ای کوچک و دورافتاده که متعلق به کالیبان، بچه خوک بی مادر جادوگر شرور بود، به ساحل رسیده بودند. تلاش‌های فراوان پروسپه رو برای آدم کردن این بچه دیو بیهوده مانده بود؛ چون او به گونه‌ای ارثی هم ابلیس زده بود و هم فقط هیزم شکن. افزون بر این برده خام و خشن موجود دیگری نیز در آسمان جزیره به خدمت پروسپرو درآمده بود: او آریل نام داشت که روح لطیف و دل‌پذیر بادهای آسمانی بود و نقطه مقابل کالیبان زمینی و حیوانی. اکنون که سال‌ها گذشته‌است، پروسپرو با دانش قبلی خود و با خواندن کتاب‌های گونزالو، تبدیل به جادوگری چیره‌دست گشته‌است. او از راه سحر و افسون مطلع می‌شود که جمع دشمنان دیرینش پس از عروسی شاهدخت ناپل برای خوشگذرانی و دوران ماه عسل با کشتی عازم این جزیره هستند. پروسپرو به کمک آریل طوفانی سهمناک برمی‌انگیزد و کشتی آنان را غرق می‌کند، ولی تمام سرنشینان را به نحوی بر تخته پاره‌های کشتی شکسته به صورت گروه‌های پراکنده به سواحل جزیره می‌آورد…